# Carl Jessen
Carl Friedrich Wilhelm Jessen, född 15 september 1821 i Schleswig, död 27 maj 1889 i Berlin, var en tysk botaniker.
Carl Jessen blev filosofie doktor i Kiel 1848, var docent vid lantbrukshögskolan i Eldena och extraordinarie professor vid universitetet i Greifswald. Jessen utgav Botanik der Gegenwart und Vorzeit (1864, omtryckt 1948), Die deutschen Volksnamen der Pflanzen (1882–1884, tillsammans med Georg August Pritzel)) och utarbetade den systematiska delen i Georg August Pritzels Thesaurus litteraturæ Botanicae (2 upplagan 1872). Under senare år utövade Jessen filosofiskt-estetiskt författarskap och opponerade skarpt mot Charles Darwins läror med bland annat Der lebenden Wesen Ursprung und Fortdauer nach Glauben und Wissen aller Zeiten (1885).